# アルフォンス・ドーデ

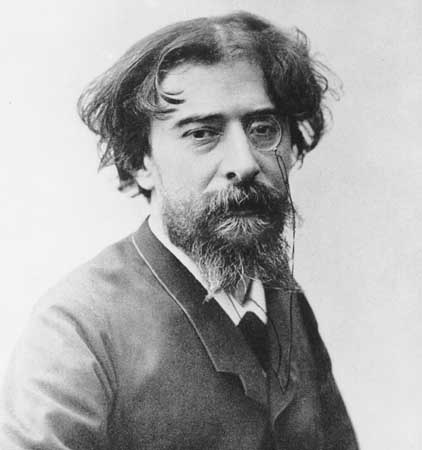
アルフォンス・ドーデ

アルフォンス・ドーデ（Alphonse Daudet, 1840年5月13日 – 1897年12月17日）はフランスの小説家。ドデ、ドデーとも表記される。『アルルの女』を含む短編集『風車小屋だより』、「最後の授業」を含む『月曜物語』などで有名。
ユダヤ人嫌いでも有名であり、反ユダヤ主義者エドゥアール・ドリュモンの『ユダヤのフランス』出版を援助した。ジャーナリストでアクション・フランセーズの活動家だったレオン・ドーデは長男。画家のリュシアン・ドーデは次男。

## 生い立ち
アルフォンス・ドーデは、フランスのラングドック地方ガール県にあるニームでカトリックの正統派の家庭に生まれた。彼の両親はどちらもブルジョワ階級に属していた。父ヴァンサン・ドーデは絹を製造していたがの先祖はセヴェンヌ地方の出身で、織物工場の経営と絹糸売買を営んでいた。母アデリーヌはアルデッシュ地方の裕福な絹織物商アントワーヌ・レイノーの娘であった。
幼少期のほとんどをニームから数キロ離れたベズース村で過ごす。その後、ニームのカニヴェ校に通う。父ヴァンサン・ドーデは生涯どこまでも不運と失敗に付きまとわれた男だった。父親が工場を閉鎖したため、憂鬱な少年時代をすごした。一家は1849年にリヨンに移り、アルフォンスはコレージュ＝リセ・アンペールの6年生に入学した。1855年に父親が倒れ、アルフォンスはバカロレア取得を断念せざるを得なくなった。その後、1856年、彼は学校生活の主な舞台だったリヨンを離れ、フランス南部の現ガール県のアレスで学校教師としての新生活を始めた。しかし、彼にとってこの仕事は耐えがたかった。後にドーデが語ったところによると、アレスを去った後何ヶ月も、未だ言うことをきかない生徒の中にいるように感じぞっとして目が覚めることがあったという。この辛い体験が彼の処女作Le Petit Chose (1868)にインスピレーションを与えた。
1857年11月1日、彼は教職を辞め、3歳くらい年上の兄エルネストの元に転がり込んだ。エルネストはパリでジャーナリストになろうと励んでいた。アルフォンスもそれを真似て筆を執るようになり、詩を書いて、じきに小さな作品集『恋する女たち』（1858年）を出版したところ、これがそれなりに評判になった。彼はフィガロ紙に雇われて、カルティエ・ド・ヴィルメサン（Cartier de Villemessant）の精力的な編集手腕の元で2～3作の戯曲を書き、個性と将来性があるとして注目され始めた。ナポレオン3世の万能の大臣であったシャルル・ド・モルニー公爵はアルフォンスを親切に扱い、モルニが亡くなる1865年まで秘書の一人として待遇した。こうしてアルフォンス・ドーデは輝く将来に一歩を踏み出した。

## 文学の経歴
1866年、ドーデがパリ近郊のクラマールにて書いた作品で、プロヴァンスのフォンヴィエイユにある風車をイメージさせる『風車小屋だより』が成功した。1868年に初めての長編となる『プティ・ショーズ』を出版したが、大きな話題にはならなかった。1872年には『陽気なタルタラン』および3幕の戯曲『アルルの女』を書き上げた。
彼を世界中に有名にしたのは『若いフロモンと兄リスレール』（1874年）である。その作品は、英語圏にはもちろん、母国フランスにとっても新しい文学を打ち出した。ここに、笑いと涙を生み出す才能にあふれ、哀愁や悲しみの感受性も豊かであり、さらに道徳的な美しさまで兼ね備えた作家が登場した。彼は創造力にあふれ、彼の作品の登場人物は現実味があり、初めの勢いが竜頭蛇尾に終わるような特徴的な人物が名人の筆でいきいきと描かれた。彼の本は生きていた。それは現実世界の幻影を映し出した。
1876年に出版された『ジャック』は、母親のわがままに絶えず悩まされる私生児の物語で、先の本で与えた印象をさらに深めた。これ以後の生涯、彼は知識人として大成功し、『ナバブ』（1877年）、『亡命の諸王』（1879年）、『ヌマ・ルメスタン』（1881年）、『サッフォー』（1884年）、『不滅』（1888年）など次々と小説を出版したり、時々は舞台の脚本を書いたり、回想録として『パリ30年』（1887年）や『ある文学者の思い出』（1888年）を世に残したりした。タルタランの3部作『陽気なタルタラン』『アルプスのタルタラン』『ポール・タラスコン』と、見事な短編の数々（その多くは有名になる前に書かれた）は、彼のライフワークとなった。
またドーデは、古い船と乗組員の物語『ベル・ニヴェルネーズ号』など、子供向けにもいくつかの魅力ある物語を書いた。
ドーデは、ディケンズの真似はしていないと自らを弁護していたものの、主題も様式も良く似た箇所が多い。しかし、彼の文体は間違いなく彼自身のものだった。それはまさに「印象主義」と呼ぶにふさわしい文体で、光と色彩にあふれ、古い流行を追った書き方ではなく、絵具の色のような言葉を見事に並べ上げて計算された効果をきらめかせている。彼の作品をゾラは「魅惑的」と評価した。ドーデは基本的に自然主義文学に属し、エドモン・ド・ゴンクール（彼の家で亡くなった）、フローベール、ゾラらと親しくしていた。彼の自身の体験、彼の周囲の環境、出合った人々、いろいろな役者、パリの生活の全てが彼の作品に盛り込まれた。彼は記憶にある素材に生命を与えた。ただし、彼は実力があったにもかかわらずアカデミー・フランセーズには所属せず、作品『不滅』にはそこに対する批判も見られる。

## 私生活
ドーデは1867年にジュリア・アラール（Julia Allard）と結婚しており、その結婚生活は非常に幸せだったようだ。ドーデ夫人は彼女自身が文学的才能を持っており、2人は知的にも完全に上手くいった。夫人は、『Impressions de nature et d'art』（1879年）、『L'Enfance d'une Parisienne』（1883年）や、カール・スティーン（Karl Steen）のペンネームで書いたいくつかの文学論文によって知られている。
1883年ドーデは病をおして、自分のことをアカデミー会員になれる見込みがないと書いたジャーナリストのアルベール・デルピと剣で決闘し傷を負わせる。ドーデは1888年にも、妻ジュリアのことを悪し様に書いた新聞L'Événementの主幹エドモン・マニエ（Edmond Magnier）に決闘を挑んでいる。

## 反ユダヤ主義との関係

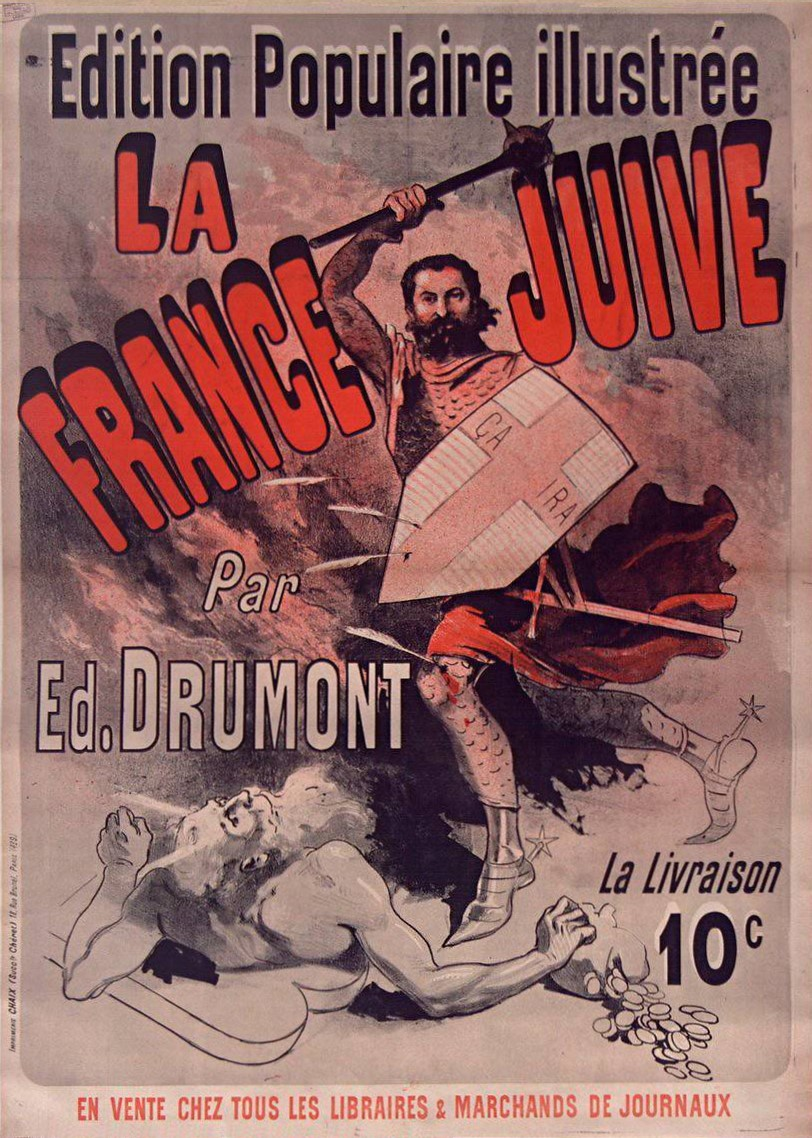
ドリュモン『ユダヤのフランス (La France juive)』(1886年)

ドーデは普仏戦争での敗戦によってプロイセン(ドイツ帝国)領土となったアルザスの学校で、フランス語に基づく愛国心を描いた「最後の授業」で知られる。
ドーデはサロンを運営しており、そこにはジュール・バルベー・ドールヴィイ、エレディア、フィガロ編集長フランシス・マニャール、エドゥアール・ドリュモンが集っていた。ドリュモンはフーリエ派のトゥースネルやプルードンなど社会主義的反ユダヤ主義の影響を受けており、「金ずくめで強欲、陰謀と策謀を好む狡猾なセム人」であるユダヤ人によってフランスは搾取されていると論じた大著『ユダヤのフランス』を執筆していたが、当時無名だったため出版社を見つけるのに苦労していた。ドーデはユダヤ人嫌いで有名であり、ドリュモンがドーデに相談したところ、ドーデが尽力して出版が実現した。1886年にドリュモン『ユダヤのフランス』は刊行され、ベストセラーとなり、フランスにおける反ユダヤ主義の興隆に大きな影響を与えた。ドーデはドリュモンを「人種の啓示者」であると称賛した。
1894年にはドレフュス事件が発生した。
アルフォンスの長男レオン・ドーデはジャーナリストとなり、アクション・フランセーズの活動家になった。

## 晩年
後年、ドーデは健康を崩してクロラールを服用し、それによる不眠症などに悩まされた。ドーデは、1897年12月17日にパリで亡くなり、パリにあるペール・ラシェーズ墓地に埋葬された。

## 主な作品
- 風車小屋だより（Lettres de Mon Moulin、1866年）
- プティ・ショーズ（Le Petit Chose、1868年）

『私生児』八木さわ子訳 新作社 1924
『プチ・ショウズ ちび君』八木さわ子訳 岩波文庫 1933　のち角川文庫
『ちび助物語(プチショウズ)』浅見篤訳 教育出版 1948
『ダニエルの生い立ち』田沼利男訳 改造社 1949
『チビ君 ある子どもの話』内藤濯訳 高松甚二郎絵 岩波少年文庫 1953
『プチ・ショーズ』岸田国士・原千代海訳 三笠書房 若草文庫 1953
『プチ・ショーズ ある少年の物語』原千代海訳 岩波文庫 1957
- タルタラン・ド・タラスコン（Tartarin de Tarascon、1872年）

『タルタラン物語』大脇礼三訳 春陽堂 1933
『陽気なタルタラン タルタラン・ド・タラスコン』小川泰一訳 岩波文庫 1933
『タルタランの冒険』渋沢青花訳 耳野卯三郎絵 童話春秋社 1950
『愉快なタルタラン』小林正訳『世界少年少女文学全集 第2部第14巻 ユーモア文学集』創元社 1957
『タルタランの大冒険』加藤林太郎訳『世界の文学 新集 13 (メリメ.ドーデ)』中央公論社 1971
『タルタラン・ド・タラスコンの大冒険』辻昶訳 旺文社文庫 1980
- アルルの女（フランス語版）(L'Arlésienne、戯曲、1872年）

『アルルの女』桜田佐訳 岩波文庫 1941
- 月曜物語（フランス語版）　（Contes du Lundi、1873年）　（『最後の授業』を含む）

『月曜物語』八木さわ子訳註 白水社 仏蘭文学訳註叢書 1926
『月曜物語』桜田佐訳 岩波文庫 1949
『月曜物語』永井順訳 白水社 1950
『月曜物語』大久保和郎訳 旺文社文庫 1968
- ジャック（Jack 1876年）

『母の恋』上村左川訳 東京国民書院 1910（ジャック）
『ヂャック』八木さわ子訳 春陽堂 1935-36
- ナバブ　（Le Nabab、1877年）

『走馬燈』吉田荻洲譯 金港堂書籍 1903（ナバブ）
『ドーデー選集 第1-2　ナバブ パリ風俗』河合亨訳 世界文学社 1949　のち岩波文庫
- 亡命の諸王　（Les Rois en Exil、1879年）
- サフォ（Sapho 1884年）

『サフオ』武林無想庵訳 新潮社 1913　のち文庫
『恋のサッフオ』北村新一訳 金剛社 1925
『サフオ』斎藤竜太郎訳述 春陽堂 1925
『サフオ パリ風俗』朝倉季雄訳 文体社 1948 岩波文庫 1951
『サフォー 巴里風俗』桃井京次訳 角川文庫 1953
『哀愁のパリ』なかにし礼訳 角川文庫 1971
『哀愁のパリ』大久保洋訳 講談社 1971
- アルプスのタルタラン　（Tartarin sur les Alpes、1885年）

『アルプスのタルタラン』畠中敏郎訳 白水社 1939　のち岩波文庫
『アルプスのタルタラン』祖川孝訳 角川文庫 1954
- タラスコン港　（Port-Tarascon、1890年）

『たらすこん港』佐々木基一,永井郁共訳 思索社 1949
『タラスコンみなと』畠中敏郎訳 岩波文庫 1955
- 若いフロモンと兄リスレール　（Fromont et Risler）
- 『愛の犠牲』貞島健訳 田村九兵衛 1914（ジャンとファニー）
- 『恋の南国』小形青村訳 文影堂 1914(ニュマ・ルメスタン）
- 『普仏戦話』後藤末雄訳 新潮社 新潮文庫 1914
- 『巴里の三十年』後藤末雄訳 新潮社 1919

『巴里の三十年』萩原弥彦訳 創芸社 1949
- 『蠱惑の女』福永渙訳 東雲堂 1922
- 『獅子狩の人 他二篇』秦豊吉訳 世界大衆文学全集 改造社 1931
- 『川船物語』永井順訳 冨山房百科文庫 1939

『川船物語』桜田佐訳 角川文庫 1953
- 『ドーデー短篇選』萩原弥彦訳 丹頂書房 1948
- 『船の子人の子 ベル・ニヴェルネーズ』永井順訳 長谷川露二絵 新少国民社 1948
- 『芸術家の妻』萩原弥彦訳 五元書庫 1949
- 『コルニーユぢいさんの秘密』浅見篤訳 晃文社 1949
- 『初旅初うそ』田沼利男訳 改造社 1949
- 『少年スパイ』阿部敬二訳 藤本東一良絵 童話春秋社 1950

## 参考資料
- この記事にはアメリカ合衆国内で著作権が消滅した次の百科事典本文を含む: Chisholm, Hugh, ed. (1911). "Daudet, Alphonse". Encyclopædia Britannica (英語). Vol. 7 (11th ed.). Cambridge University Press. p. 848.
- 鈴木重周「19世紀末フランスにおける反ユダヤ主義の拡散とジャーナリズム」『ユダヤ・イスラエル研究』第28巻第0号、日本ユダヤ学会、2014年、12-23頁、NAID 130005568052。
- レオン・ポリアコフ『反ユダヤ主義の歴史 第4巻 自殺に向かうヨーロッパ』菅野賢治・合田正人監訳、小幡谷友二・高橋博美・宮崎海子訳、筑摩書房、2006年7月。ISBN 978-4480861245。[原著1977年]
- 中谷猛「フランス第三共和政(ドレフュス事件前後)の反ユダヤ主義-「国民」=「祖国」=「フランス」のジレンマ」『立命館法學』第6巻、立命館大学、2002年、587-618頁。